# Literatura experimental
Se llama literatura experimental al conjunto de aquellas obras literarias, principalmente de ficción o poesía, que prestan especial atención a la innovación, sobre todo en la técnica.

## Primeras manifestaciones
El primer texto al que se suele hacer referencia es La vida y opiniones del caballero Tristram Shandy (1759), de Laurence Sterne. No se puede considerar que este texto rompa convenciones en la historia de la novela, ya que estas aún no estaban consolidadas en el momento en que se escribió.
Es su parodia de la narrativa y su inclinación a usar elementos gráficos como una página en negro para lamentar la muerte de un personaje, lo que hace que la novela de Sterne sea considerada fundamental para muchos autores posteriores a la Segunda Guerra Mundial. Sin embargo,  esta obra ya contaba con detractores en su época, como lo fue Samuel Johnson, que según recoge su biógrafo Boswell declaró: "Nada extravagante puede perdurar. Tristram Shandy no perduró". Denis Diderot incorporó elementos de Tristram Shandy en su obra Jacques el fatalista y su maestro, un hecho que no se oculta en el texto, dando lugar así a uno de los primeros ejemplos de metaficción.

## El siglo XX
En la década de 1910, la experimentación artística se convirtió en un movimiento importante y varios escritores, tanto europeos como estadounidenses, empezaron a experimentar con las formas ya establecidas. Algunas tendencias que surgieron durante este periodo pasarán a formar parte del Modernismo: Los Cantos, de Ezra Pound, las obras posteriores a la Primera Guerra Mundial de T. S. Eliot y la prosa y el teatro de Gertrude Stein fueron algunos de los trabajos más influyentes del momento, aunque es Ulises de James Joyce la que se considera obra cumbre de la época y terminaría de hecho por influir no sólo en escritores más experimentales como Virginia Woolf y John Dos Passos, sino también de otros menos vanguardistas como Hemingway.
Los movimientos de las vanguardias históricas contribuyeron al desarrollo de la literatura experimental durante la primera mitad del siglo XX. Tristan Tzara, precursor del Dadaísmo, empleaba recortes de periódico y una tipografía innovadora en sus manifiestos. Por su parte, el escritor futurista F. T. Marinetti aplicó la teoría de las "palabras en libertad" a lo largo de la página entre otras en su "novela" Zang Tumb Tumb, con lo que buscaba superar los límites de la narrativa convencional e incluso del propio diseño del libro. Los escritores, poetas y otros artistas surrealistas utilizaron una gran variedad de técnicas inusuales para evocar estados místicos y de ensueño en sus poemas, novelas y otras obras en prosa, como es el caso de los textos de Los campos magnéticos, obra de literatura colaborativa de André Breton y Philippe Soupault, o la "novela onírica" de Robert Desnos Deuil pour deuil, escrita bajo los efectos de la hipnosis.
A finales de los años 30, la situación política europea hizo que el Modernismo ´les pareciese a muchos una respuesta inadecuada, excesivamente estetizada e incluso irresponsable ante los peligros del fascismo a nivel mundial, lo que explica que la literatura experimental cayera en el olvido durante un tiempo, sólo preservada en los 40 por contados visionarios como Kenneth Patchen. En la década de los 50, los autores de la Generación Beat pueden considerarse como una reacción contra la rigidez característica tanto de la poesía como de la prosa de su tiempo, y obras etéreas, que rozan lo místico, como la novela Visiones de Gerard, de Jack Kerouac, representan una nueva aproximación formal frente a la narrativa estándar de esta etapa.
El espíritu de las vanguardias europeas se mantuvo también en los escritores de posguerra. El poeta Isidore Isou formó el grupo Letrista, y produjo manifiestos, poemas y películas que exploraban los límites de la palabra escrita y hablada. Otro colectivo fue el OuLiPo (en francés, Ouvroir de la littérature potentielle, o “Taller de la Literatura Potencial”), del que formaron parte escritores, artistas y matemáticos que exploraron las posibilidades de la combinatoria matemática para elaborar textos. Este grupo, fundado por el escritor Raymond Queneau y el matemático François Le Lionnais, incluía en sus filas a Italo Calvino y a Georges Perec. En Cien mil millones de poemas Queneau se sirve del soporte material del libro para crear diferentes combinaciones de sonetos, mientras que la novela de Perec La vida instrucciones de uso está basada en el “problema del caballo”, un antiguo problema matemático del ajedrez.
Los años 60 supusieron un breve retorno a la época de esplendor del Modernismo y una primera toma de contacto con el Posmodernismo. La controversia que supuso el juicio por obscenidad de El almuerzo desnudo, de William S. Burroughs, generó una gran toma de conciencia y admiración por la libertad extrema y sin censura. Burroughs también fue pionero en una técnica conocida como “cut-up”, que consistía en recortar periódicos o escritos mecanografiados y luego reorganizarlos para construir nuevas frases en el texto. A finales de los 60, los movimientos experimentales adquirieron tanta importancia que incluso autores considerados más convencionales como Bernard Malamud y Normal Mailer mostraron inclinaciones hacia esta tendencia. En este periodo tuvo gran importancia la metaficción, ejemplificada de manera más elaborada en las obras de John Barth y Jorge Luis Borges. En 1967, Barth escribió su ensayo La literatura del agotamiento, que algunos han considerado un manifiesto del posmodernismo. Un gran referente de esta época fue El arcoíris de gravedad, de Thomas Pynchon, que con el tiempo acabó convirtiéndose en best-seller.  Otras figuras relevantes son Donald Barthelme, que destaca como autor de relatos breves, y   Robert Coover y Ronald Sukenick, tanto por sus relatos breves como por otros de mayor extensión.
Algunos de los escritores más conocidos de los 70 y 80 son Italo Calvino, Michael Ondaatje y Julio Cortázar. Las obras más famosas del primero son Si una noche de invierno un viajero, compuesta por unos capítulos en los que se presenta al lector preparándose para leer dicha obra y otros que forman la propia narración, y Las ciudades invisibles, donde Marco Polo cuenta las historias de sus viajes a Kublai Khan, aunque en realidad éstas sólo sean meros relatos sobre la ciudad en la que conversan los personajes. Por su parte, en Las obras completas de Billy el niño Ondaatje emplea el estilo scrapbook, y en Rayuela, de Cortázar, los capítulos se pueden leer en cualquier orden.
El argentino Julio Cortázar es sólo uno de los muchos escritores latinoamericanos que han creado verdaderas obras maestras de la literatura experimental en los siglos XX y XXI, mezclando escenas oníricas, periodismo y ficción. En los clásicos hispanoamericanos se encuentran la novela mexicana Pedro Páramo, de Juan Rulfo, la saga familiar Cien años de soledad, del colombiano Gabriel García Márquez, la crónica política de La guerra del fin del mundo, del peruano Vargas Llosa, el diálogo dramático en espanglish Yo-Yo Boing! de la puertorriqueña Giannina Braschi y la novela revolucionaria Paradiso del cubano Lezama Lima.
Los autores norteamericanos contemporáneos David Foster Wallace, Giannina Braschi y Rick Moody combinan algunas técnicas experimentales de los 60 con una desalentadora ironía y una mayor tendencia hacia la accesibilidad y el humor. La broma infinita, de Wallace, es una obra maximalista que describe la vida en una escuela de tenis y en un centro de rehabilitación, y en la cual las digresiones a menudo se convierten en líneas argumentales. Al final del libro se incluyen más de 100 páginas de notas. Otros autores como Nicholson Baker han destacado por su minimalismo en novelas como El entresuelo, que dedica 140 páginas a un hombre subiendo en una escalera mecánica. En La casa de hojas, Mark Danielewski combina elementos de la novela de terror con un lenguaje académico y con una tipografía experimental. En un tono diferente, Dimitris Lyacos suprime el impulso de taxonomizar el texto creando narrativas de múltiples géneros, un proceso que compara con la capacidad negativa de John Keats. En Z213: Exit el autor griego mezcla en una especie de palimpsesto moderno los diarios de dos narradores en un texto extremadamente fragmentado, intercalando pasajes del Éxodo para relatar un viaje en el que el yo interior y el mundo exterior se funden gradualmente.
A principios del siglo XXI, muchos ejemplos de la literatura experimental reflejan la aparición de los ordenadores y la tecnología digital, y algunos de ellos usan, en efecto, estos medios al tiempo que reflexionan sobre sus posibilidades. Este tipo de escritura ha sido denominada literatura electrónica, hipertexto o codework.
Si bien ni la multimodalidad ni la metaficción como estrategias literarias experimentales son una novedad del siglo XX, han encontrado en la segunda mitad del siglo XX un renovado auge, aunque han seguido evolucionando como tales, en especial luego del cambio de milenio. Si bien ambas pueden considerarse estrechamente relacionadas en su carácter metarreflexivo, no significan exactamente lo mismo (Mussetta, 2016), (Mussetta, 2017), (Mussetta, 2020).